# Ozora
Ozora – jednostka osadnicza w Stanach Zjednoczonych, w stanie Missouri, w hrabstwie Sainte Genevieve.